# Казталовский сельский округ
Казталовский сельский округ — административно-территориальное образование в Казталовском районе Западно-Казахстанской области.

## Административное устройство
1. село Казталовка
2. село Бозоба
3. село Коныс
4. село Сексенбаев